# La tormenta (Tolstoj)
La tormenta o La tempesta di neve (in russo Метель?, Metel’) è un racconto di Lev Tolstoj pubblicato sulla rivista "Sovremennik" nel 1856.

## Trama

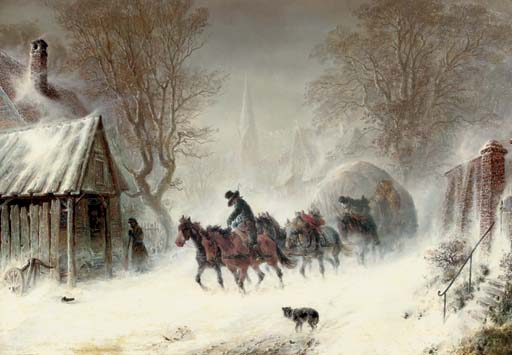
La tempesta di neve, dipinto di Hermann Kaufmann (1808-1889)

Il narratore senza nome e il suo servo Alëška iniziano, dopo le sei di sera, un viaggio in slitta da una località nei pressi di Novočerkassk, nel Caucaso, diretti verso una località nei pressi di Tula. Inizia una tempesta di neve e, mentre il vento soffia furiosamente e calano le tenebre, ben presto la strada diventa ingombra di neve. Il cocchiere sembra inesperto e il narratore inizia a preoccuparsi. Dopo qualche ora il cocchiere e i viaggiatori non sono sicuri neanche della direzione; infine il narratore e il suo servo si trasferiscono su un'altra slitta, incontrata lungo il viaggio, carica di una comitiva di mužik. Finalmente all'alba del giorno successivo la comitiva giunge alla stazione di posta, a pochi chilometri di distanza dal punto di partenza.

## Genesi dell'opera
Il progetto di un racconto riguardante una tempesta di neve nacque in Tolstoj nel gennaio 1854, dopo una notte di tormenta, il 24 gennaio 1854, durante il viaggio dal Caucaso a Jasnaja Poljana. Il racconto, datato 11 febbraio 1856, fu pubblicato per la prima volta sulla rivista "Sovremennik" ("Il Contemporaneo") n. 3, 1856. Il tema della tormenta verrà ripreso nel racconto Il padrone e il lavorante del 1895. Per Giorgio Kraisky, nella Tormenta, «Tolstoj rivela già i caratteri della sua arte: l'osservazione minuta e pur sempre commossa, (...) la potente rievocazione di ambienti e climi (...), la netta rappresentazione dei caratteri e dei tipi (...) il racconto, limpido e immediato nello stile, è da considerare come una delle migliori opere giovanili di Tolstoj».

## Edizioni
- Л. Н. Толстой. Собрание сочинений в 22 т. М.: Художественная литература, 1978—1985. т. II, Н. В. Бурнашева. Комментарии (N. V. Burnaševai, L. N. Tolstoj. Sobranie sočinenij v 22 t. M.: Hudožestvennaâ literatura, 1978—1985, t. II (on-line)
- Leone Tolstoj, Il taglio del bosco ed altre novelle; traduzione di Alessandro Madonna; con prefazione di Domenico Ciampoli, Roma: Sindacato Italiano Arti Grafiche, [19..]
- Lev Tolstoj, La tempesta di neve e altri racconti; versione integrale e conforme al testo russo con note di Ada Prospero, Torino: Slavia, 1928
- Leone Tolstoj, La tempesta di neve; Albèrt; La felicità familiare; traduzione di Erme Cadei, Coll. Biblioteca universale Rizzoli n. 75, Milano: Rizzoli, 1949
- Leone Tolstoj, «La tempesta di neve». In: Giuseppe Donnini (a cura di), Romanzi brevi e racconti, Roma: Gherardo Casini, 1951
- Lev Tolstoj, «La tormenta». In: Racconti, volume secondo; traduzione di Agostino Villa, Torino: Einaudi, 1953
- Leone Tolstoi, Sebastianopoli; La tormenta; traduzione di Agostino Villa, Coll. B.M.M n. 568, Milano: A.Mondadori, 1958, pp. 168-208
- Lev Tolstòj,  «La tormenta»; traduzione di Giacinta de Dominicis Jorio. In: Eridano Bazzarelli (a cura di), Tutte le opere narrative e di teatro di Lev N. Tolstòj, Vol. I (Primi racconti), Milano: Mursia, 1960
- Lev Tolstoj, La tormenta e altri racconti; a cura di Igor Sibaldi, Coll. Oscar classici n. 384, Milano: A. Mondadori, 1996, ISBN 88-04-41842-7